# Saint-Georges-de-la-Rivière
Saint-Georges-de-la-Rivière è un comune francese di 274 abitanti situato nel dipartimento della Manica nella regione della Normandia.

## Società

### Evoluzione demografica
Abitanti censiti